# 고대 이집트의 미술
고대 이집트 예술의 신(神) 프타는 본디 창조의 신이었다. 이 신이 창조한 질서는 모든 예술에 공통되어 건축도 회화(繪畵)도 조각도 그 근저(根底)에는 이 법칙이 흐르고 있었고, 특히 조형 예술은 우주 만물의 조화에 합치되지 않으면 안 되었다. 
이집트의 미술품은 우리가 말하는 현대의 미술작품은 아니다. 신전(神殿)은 '신의 영원한 집'이며, #회화는 현실세계를 재현하는 수단이며, #조각은 신이나 인간의 영혼이 깃들이는 곳이었다. 이러한 의미에서 고대 이집트의 미술은 실효적인 목적을 가지고 있다. 신이 정한 법칙이 있는 한 거기에는 엄연하고 일정한 형식이 성립하여 예술가의 개성은 훨씬 뒤로 물러선다. 이집트의 미술품이 일정한 양식을 고수하고 제작자의 이름이 표시되지 않는 까닭이다. 
고대 이집트의 미술 활동의 역사는 모두 국왕의 보호 아래에 있었기 때문에 예술활동의 역사는 왕조 흥망의 역사와 일치한다. 미술 제작에 종사하는 자는 곧 국왕을 섬기는 관리였다.

## 아마르나 미술
제18왕조 아크나톤 치하의 독특한 풍조와 미술인데 새로 도읍한 이크나톤의 현 지명인 아마르나(Amarna)를 따라 부르고 있다. 아톤 신(神) 신앙의 종교개혁을 단행한 정신과 병행하여 예술계에도 종래의 고정화한 양식에서 탈출을 시도하여 조각과 회화에 개성을 존중하는 자연주의적 경향이 짙었다. 이집트 미술사상 매우 특이한 한 시기를 이룬 것이며, 이크나톤 자신에 의한 별종(別種)의 양식화라고도 생각된다.

## 회화
이집트 화가의 사명은 사물의 형태나 본성이나 특징을 묘사하는 일이어서 회화는 신이 정한 질서를 지킬 필요가 있었다. 현존하는 자료는 거의 모두가 묘의 벽화이고 그것은 사자(使者)의 영원한 생명이 생활하기 위하여 묘실 내에 현세를 재현하는 목적을 가지고 있었다. 부조(浮彫) 또한 마찬가지이다. 이집트 회화의 특징은 원근법의 결여와 물체 묘사에 있어서 측면도와 정면도의 혼용이다. 특히 인체에서 머리는 항상 측면이고 어깨와 몸통은 정면이며 허리에서 아래 부분은 다시 측면이 되고, 얼굴의 정면도는 예외였다. 동물은 기본적으로 측면이다. 이 형식은 왕조문화의 발생과 동시에 결정되었다. 벽화는 진흙 연와의 벽이나 바위 벽에 정제(精製)한 점토 또는 석고질(石膏質)의 모르타르를 바른 위에 그려진 것이었다. 이집트 회화사(繪畵史)의 성쇠는 정치적 번영의 역사와 일치한다. 선왕조시대에는 암벽화(岩壁畵)나 토기 표면의 장식이 있고 그 말기인 히에라콘폴리스 벽화에는 권력자의 도상(圖像) 표현에 있어서 이집트 양식의 기초를 볼 수 있다. 초기왕조시대의 분묘에는 다채로운 기하학적 무늬가 있을 뿐 형상적인 회화는 볼 수 없다. 그러나 고왕국시대에는 <메이둠의 오리>(제4왕조)가 나왔다. 유례(類例)를 찾을 수 없는 것은 아마 진흙 연와벽이 파손되기 쉽고 작품의 대부분은 소멸하였기 때문일 것이다. 부조의 밑그림에는 볼 만한 것이 있었다. 중왕국시대의 회화는 베니하산의 암굴분(岩窟墳) 벽화에서 볼 수 있듯이 데생은 진보하지 않았으나 화려한 채색을 보였다. 신왕국시대, 특히 제18왕조는 황금기이다. 전반 토트메스 3세 시대까지는 전통적인 아르카이슴에서 벗어나지 못하였으나 후반에는 감수성이 풍부한 선과 정묘한 색채로 완성의 경지에 도달하였다. 나크트와 멘나의 묘에 있는 벽화(모두 그르나에 있음)는 이집트 회화 전성기를 보여 주는 좋은 예가 된다. 아마르나 양식은 조각만큼은 영향을 주지 않았다. 제19왕조에는 기교에 치우쳐 조방하게 되었고, 제20왕조 이후에는 서서히 회화활동이 침체되어 겨우 파피루스 문서의 삽화 등에 그 전통을 남겼을 뿐이었다.

### 색채
안료(顔料)로서, 흑(黑)은 그을음, 청(靑)은 구리 계통의 유질(釉質)의 분말, 녹(綠)은 공작석(孔雀石)이나 녹색 글레이즈의 분말, 적(赤)은 자토, 황은 황토(黃土), 백은 석회 등이 사용되었다. 또 이집트인에게는 독특한 종교적 색채 상징관념이 있어서 각기의 색마다 특정한 의미를 가지고 있었다. 예를 들면 백은 기쁨, 흑은 재생(再生), 적은 악마, 황은 신성, 녹은 활력을 의미하여 그러한 법칙에 따라서 종교적인 공예품의 채색이 결정된 경우가 많다. 그러나 일반적인 회화는 화가가 관찰한 대로 자연스럽게 채색되었다.

## 부조
부조(浮彫)의 수법에는 통상적으로 양각(陽刻)과 음각(陰刻)이 있다. 선(先)왕조시대에는 상아의 세공에도 보였지만 왕조시대에 들어서면 묘나 신전의 벽면에 그려졌다. 도상(圖像)의 표현법은 거의 회화와 같이 채색되었다. 제5왕조에 최고의 기술에 달하여 중왕국시대에는 그것을 답습하였으나 신왕국시대에는 궁정 아틀리에의 제작품을 제외하고는 조잡하게 이루어졌다. 신전에는 거대한 구도가 채용(採用)되어 그 외벽면(外壁面)에는 음각을 하였고 내면은 양각을 하였다. 사이스 시대에는 고왕국시대의 양식으로 돌아가려는 복고운동이 있었다.

## 조각
'생명의 모형을 만드는 사람'이라 불리는 이집트 조각사(彫刻師)의 사명은 명제(命題)에 영원한 생명을 부여하도록 충실하게 조각하는 것이었다. 조각의 종류에는 신상(神像)·왕상·개인상·풍속상 및 동물상 등인데 묘에 안치된다든지 신전에 모셔 두었으며, 그 크기도 20m 이상의 거상(巨像)에서 몇 cm의 소상(小像)에 이르렀고, 돌·나무·금속·상아 등 다양한 재료가 사용되었다. 역사적으로 보면 선왕조시대에는 사람과 동물상 등의 토제(土製)나 상아 조각이 있었으나 유치한 것이었다. 그러나 석회암·화강암·편암(片岩) 등의 조각이 출현하여 이미 이집트 조각의 시조적(始祖的)인 모형이 형성되었다. 고왕국 시대는 조각 사상(史上)의 고전기로 되어 이집트 양식이 완성되었다. 제4왕조의 카프라왕의 섬록암상(閃綠岩像), 라호테프 부처상(夫妻像), 카이페르 목상(木像＝村長像), 페피 1세 동상(銅像) 등이 대표작이다. 목상과 석회암상은 채색되어 있다. 형식은 입상(立像)·의좌상(椅座像)·호좌서기상(胡座書記像) 등이 있고, 개인의 단신상(單身像) 외에 부부나 가족 군상도 있었다. 일반적으로 왕상은 신전에 두었고 일반인의 인물상은 묘의 세르다브에 안치되는 이른바 '카 상(像)'이었다. 옥안(玉顔)을 붙인 예도 많았다. 전체적으로 보아 사실적 기법에서 출발하였고 일종의 이상화(理想化)에 성공한 멤피스파(派)가 전성기를 이루었다. 중왕국시대에는 이것에 테베파의 사실주의가 가하여져서 특히 인물의 개성 표현이 특징이었고, 대표작은 제12왕조 제왕(諸王)의 초상(肖像)이다. 신왕국시대의 경향은 당초 제18왕조에 현저하게 이상화(理想化)되어 우아함이 가해졌으나 얼마간 유형적이었다. 그러나 신상과 석비(石碑)를 받드는 신형식이 출현하여 중왕국시대에 그 조형(祖型)을 보았던 안 바케(方形彫刻)가 더욱 형상화되었다. 제19왕조 이후는 왕상의 거대성이 증대되었으나 대체로 조잡·형식·추종에 빠져 버렸다. 이 사이의 이크나톤과 네페르티이트상을 절정으로 하는 아마르나 양식의 자연주의는 특이한 존재이다. 목조(木彫)에는 제 나라의 것과 남방의 흑단(黑檀), 레바논의 삼나무를 즐겨 썼다. 후기왕조시대에는 제25왕조에서의 사실주의의 부활, 제26왕조의 고왕조시대 양식을 지향하는 복고 운동이 있었고, 한편 청동조각에 의한 인물상 외에 특히 소형의 주동신상(鑄銅神像)이 성행하고 목조(木彫)나 석조는 점차 쇠퇴하였다. 특정한 인물의 표현이 아닌 풍속상은, 고왕국시대에는 석조(石造)의 노동자나 시종의 상이 있었지만 중왕국시대 이후에는 생활의 각 분야를 표현한 채색 목조의 군집상이 발달하였다. 그러나 예술적인 것은 많지 않다.

## 공예

### 석제 용기
석제용기(石製容器)는 실용·비실용을 불문하고 모든 종류의 용기로서 보급되었다. 가장 오래된 것은 신석기시대의 현무암 제품이고 선왕조시대 말기에는 많이 제작되어 난형(卵形)의 항아리가 일반적이며 석재는 석회암·알라바스터·편암(片岩)·화강암·각력암(角礫岩)·반암(斑岩) 등이 사용되었다. 제1왕조경부터 기형(器形)도 다양화하여 경도(硬度)가 높은 섬록암(閃綠岩)·석영(石英)·흑요석(黑曜石)도 사용되었다. 사카라의 제세르왕의 피라미드에서는 3천개 이상의 석제 용기가 발견되었다. 항아리나 병의 성형(成形)에는 드릴을 사용한 듯하다.

### 토기
이집트의 토기는 일반적으로 조잡한 제품이고 질이 좋은 것은 상(上)이집트에 한정되었다. 선왕조 시대에는 흑정토기(黑頂土器)와 채문토기(彩紋土器) 및 적·흑색 마연토기(磨硏土器) 등이 현저하였으며 녹로는 초기 왕조시대부터 사용되었다. 왕조시대에는 기술이 침체하고 문양은 단순 또는 소멸하여 실용기화됨으로써 파이안스에 그 주역을 넘겨 주게 되었다. 용기 외에 인물이나 동물에 흡사한 조형적인 것도 있다. 토기에 광택을 내는 방법은 기원전 4세기경부터 시작되었다.

### 파이안스
이집트 파이안스(faience)는 유럽과는 달리 석영(石英) 분립(粉粒)을 성형한 태(胎)에 시유(施釉)한 것인데, 색은 적·황·흑 등도 있으나 터키석이나 유리석(瑠璃石)을 모방한 청과 녹이 일반적이었다. 선왕조시대에 제작하기 시작하여 조세르왕의 피라미드 내부 벽면 타일과 같이 제3왕조경부터 성하게 만들어졌다. 제품은 비즈·부적(符籍)·소조각(小彫刻)·상안(象眼)·용기·장식품 등 여러 종류로 감청(紺靑)의 것은 이집샨블루로서 현재에도 애호가가 많다.

### 유리 공예
이집트에서는 귀석(貴石)의 대용으로 유리(glass) 공예가 발달했기 때문에 투명한 유리는 인기가 없었고 모두 색(色)글라스로 청·적·황·녹색이 애호되었다. 원료는 모두 이집트에 많은 석영 및 천연의 소다로 이미 선왕조시대부터 만들어져 신왕조시대 이후에 크게 발달하였다. 제품은 소형인 것이 많고 파상선문(波狀線紋)이 붙는 샌드코아(砂核法)로서 만든 향수병이 특징적이어서 수출된 것도 있다. 후기에는 파테 두 바르 제품도 출현하게 되었다.

### 금속 공예
금속공예(金屬工藝)의 주류는 전통적인 동제품이다. 고왕조시대부터 기술이 발달하였으나 왕조시대를 거치면서 원료를 국외에 의존하게 되었다. 청동은 중왕국시대 이후 제련되었다. 동제품으로는 무기·이기(利器)·용기, 건축 부분품이나 가구·장신구 외에 조각에도 제6왕조 페피 1세의 주상(鑄像)과 같은 대형과, 말기왕조시대에는 소형이 잘 만들어졌고 납형기법(蠟型技法)도 고도로 발전하였다. 제동(製銅) 공작 과정은 가끔 묘실의 벽화에서 볼 수 있다. 제철기술은 기원전 1000년경에 도입되었으나 보급되지 않았다.

#### 귀금속 공예
귀금속(貴金屬)에는 금·은·엘렉트람이 있다. 금은 선왕조시대에 사용하기 시작하였고 왕조시대에는 태양신의 육체로서 성스럽게 여기게 되어 23금 정도의 것도 정련(精鍊)되었다. 제단, 신이나 왕의 상, 의장품(儀裝品)·장식품·부적 등의 재료가 되었으며 중왕국시대의 공작 기술은 최고에 달하였다. 은은 당초 금보다 희소가치(稀少價値)가 높았으며 엘렉트람은 양자의 합금으로 다량으로 제련되어 오벨리스크 표피(表皮)에도 사용하였다. 금은 상(上)이집트와 누비아에서 채취하고 은은 해외에서 수입한 듯하다.

### 보석 세공
장석(長石)·벽옥(碧玉)·홍옥(紅玉)·마노(瑪瑙)·녹주석(綠柱石)·유리석(琉璃石)·수정·터키석·석류석 등을 사용하였을 뿐 진짜 보석은 없었다. 중왕국시대에 최고의 기술에 달하여 신왕국시대 이후에 보급하였다. 귀금속과 같이 가공한 경우가 많고 옷깃 장식, 목걸이·팔찌·가락지, 장식대(裝飾帶), 가슴 장식, 부적 및 상안(象眼)의 조각(片) 등을 만들었다. 글라스나 파이안스의 대용품도 많다. 제1왕조 제르왕, 다하슐과 리쉬트 출토품(出土品), 투탕카멘왕의 것이 유명하다.

### 부적
부적(符籍)은 마력을 가진다고 믿어진 소형의 조형물로 일상 패용(佩用)하거나, 미라를 감는 권포(卷布) 사이나 옷깃 장식에서 발견된다. 금·은·동·석제 등이 있었으나 파이안스제(製)가 일반적이다. 종류도 많고 그 의미가 확실하지 않은 것도 적지 않으나 <사자(死者)의 서(書)> 등 종교 문서에 명기된 경우도 있다. 안크는 생명, 파피루스주(柱)는 활력, 스카라브는 생성(生成), 제드주(柱)는 안정, 티트는 인스 여신의 가호, 우자트(호루스의 눈)는 사악한 귀신을 물리친다는 것을 의미한다고 되어 있다.

### 스카라브
스카라브(scarab) 또는 스카라베우스 사크르는 곤충의 이름으로서 통상적으로 이 벌레를 본딴 소형의 조각을 가리킨다. 부적 또는 인장(印章)으로 사용되었고 아랫면은 평평하여 여기에 왕명·신명·공직명 또는 성문(聖文)이 새겨져 있으며 왕의 기념적 사건을 기록한 것도 있다. 또 스카라베(scarabee)는 '생성(生成)'을 상징하여 케프리신(Khepri神)이 되어 상승하는 태양을 의미하였으며 미라의 심장부에 놓인 것도 있다. 파이안스·돌·동제품이 일반적이고 후세의 모조품도 많다.

### 목공예
이집트에는 목재가 적었으나 목공 기술은 크게 발달하였다. 보통의 소형 제품은 토산의 시카모아와 아카시아를 사용하였고 대형·고귀한 것에는 레바논 삼나무를 사용하였다. 주로 가구를 만들었고 관(棺) 또는 조각도 만들었다. 가구는 고왕국시대에 있어서는 단순한 침대나 의자 정도였지만 신왕국시대부터 정교·화려하게 되어 보석상자와 함도 만들었다. 장식법은 채색 채문(彩紋), 보석류, 글라스·상아 등의 상감(象嵌)과 금도금 따위가 있다. 접합부는 촉엮음 또는 목침(木針)을 사용하였다.

### 상아 세공
이집트인들은 이미 선사시대부터 상아를 세공의 좋은 재료로 삼고 있었다. 원료는 누비아·푼트 그리고 아프리카 내륙지방에서 수입한 것인데 작은 함·팔찌·귀걸이·빗·비녀·거울·부채의 손잡이·화장품 용기와 부적 등 그 밖에 부조(浮彫)한 파넬, 가구나 기타 목공품의 상감용(象嵌用) 등 여러 갈래로 사용되었고, 작은 예이기는 하나 조각품도 있다. 부조로 판 상아는 가끔 적색과 흑색으로 착색한 것도 있다.

### 직물
왕조시대를 통하여 아마(亞麻)가 거의 유일한 원료로서 선왕조시대부터 짜여졌다. 일반적으로 평직기(平織機)가 있었고 신왕국시대 이후에는 수직기(垂織機)도 나오게 되었다. 옷감, 미라의 포대(包帶), 배의 범포(帆布), 침대 덮개를 만들었고 철직(綴織)의 기술도 발달하였다. 고급품은 흰색으로 얇고 정교한 마포이며 염색도 하여 인디고나 꼭두서니 같은 식물성 염료를 사용하였다. 목면(木綿)의 기록은 기원전 6세기에 있으나 코프트 시대에 보급되었으며 양모는 이집트인이 싫어하였다. 그리고 마포(麻布)는 수출하기도 하였다.

## 같이 보기
- 고대 이집트의 건축